# Notodonta tarburi
Notodonta tarburi är en fjärilsart som beskrevs av Ulf Eitschberger och Steiniger 1981. Notodonta tarburi ingår i släktet Notodonta och familjen tandspinnare. Inga underarter finns listade i Catalogue of Life.